# Хронологія розвитку штучного інтелекту
Штучний інтелект (ШІ) — це одна з найдинамічніших та найважливіших галузей сучасної науки і технологій. Її історія охоплює понад півстоліття досліджень, проривів і відкриттів. Розглянемо ключові події, що сформували розвиток ШІ.

## 1950-ті: Початок ери ШІ
1. 1950 рік Алан Тюрінг публікує статтю «Computing Machinery and Intelligence», у якій пропонує критерій визначення розумності машини — тест Тюрінга.
2. 1956 рік Дартмутська конференція, організована Джоном Маккарті, Марвіном Мінскі, Натаном Рочестером і Клодом Шенноном. Тут уперше офіційно використано термін «штучний інтелект».
3. 1958 рік Джон Маккарті розробляє мову програмування LISP, яка стане стандартом для розробки ШІ протягом багатьох десятиліть.

## 1960-ті: Період оптимізму
1. 1961 рік Уперше використовується роботизована рука, керована комп'ютером, для виконання простих завдань.
2. 1966 рік Джозеф Вейценбаум створює ELIZA — першу програму-чатбот, яка імітує спілкування з психотерапевтом.
3. 1969 рік Персептрон Марвіна Мінскі та Сеймура Пейперта демонструє обмеження ранніх нейронних мереж, що спричиняє тимчасове зниження інтересу до цієї технології.

## 1970-ті: «Зима» ШІ
1. У цей період спостерігається спад фінансування через обмежений прогрес у вирішенні складних завдань. Однак деякі розробки тривають, зокрема:
  - 1972 рік: створення мови програмування PROLOG, орієнтованої на логічні обчислення.
  - Розвиток експертних систем, які використовують бази знань для прийняття рішень.

## 1980-ті: Відродження ШІ
1. Експертні системи набувають популярності в бізнесі для автоматизації процесів.
2. 1986 рік Джофрі Гінтон та інші вчені пропонують алгоритм зворотного поширення помилки для навчання багатошарових нейронних мереж.

## 1990-ті: Революція в обчисленнях
1. 1997 рік Комп'ютер Deep Blue від IBM перемагає чемпіона світу з шахів Гаррі Каспарова, що знаменує прорив у машинному навчанні.

## 2000-ні: Початок нової хвилі
1. Збільшення обчислювальних потужностей і доступ до великих масивів даних сприяють швидкому розвитку ШІ.
2. 2009 рік Google починає працювати над проєктом автономних автомобілів.

## 2010-ті: Ера глибокого навчання
1. 2012 рік Революція глибокого навчання: система AlexNet виграє конкурс ImageNet, перевершуючи всі попередні моделі.
2. 2016 рік Програма AlphaGo від DeepMind перемагає чемпіона світу в складній грі го.
3. 2018 рік Модель GPT-2 від OpenAI демонструє значний прорив у генерації тексту.

## 2020-ті: ШІ в реальному житті
Ера сильного штучного інтелекту та масове використання в реальному житті починається з розвитку великих мовних моделей, які виявляють подібні до людських риси розуміння, пізнання, уваги та творчості. Початком ери ШІ вважають приблизно 2022—2024 роки із розробкою масштабованих великих мовних моделей — ChatGPT та різних інструментів штучного інтелекту, таких як Чат-бот. У січні 2023 року було випущено DeepL Write, інструмент на основі ШІ для текстів. 
У березні 2023 року в пошуковій системі Microsoft Bing почала використовувалася GPT-4. Google (Gemini, чат-бот), Meta Platforms (Meta AI), Anthropic (Claude) теж зробили мовні моделі. 2 грудня 2023 року Microsoft Copilot став доступний для всіх.
ШІ здатний генерувати текст, зображення або інші медіа, використовуючи породжувальні моделі, які  навчаються на тренувальних даних і потім породжують нові дані. У 2025 році OpenAI додає інструмент Operator для автоматизації планування відпустки, заповнення форм, бронювання столиків у ресторанах і замовлення продуктів, завдань в інтернеті та навчений взаємодіяти з «кнопками, меню, текстовими полями, які люди використовують щодня».
1. Використання ШІ у медицині, фінансах, освіті та інших галузях.
2. Розвиток генеративних моделей, таких як GPT-3 і GPT-4, які наближають машини до здатності «розуміти» і «творити».
3. 2023 рік Моделі мультимодального ШІ, як-от GPT-4, забезпечують інтеграцію роботи з текстом, зображеннями й іншими даними.

## Майбутнє ШІ
Попри значні досягнення, розвиток ШІ стикається з викликами, як-от етичні дилеми, загроза безробіття через автоматизацію та необхідність регулювання. Однак перспективи включають створення загального ШІ, здатного адаптуватися до будь-яких завдань.
Штучний інтелект уже став рушійною силою сучасного світу, і його вплив продовжуватиме зростати, змінюючи суспільство й економіку.